# Jurbise
Jurbise (neerlandeză Jurbeke, dialectul picard: Djurbize) este o comună francofonă din regiunea Valonia din Belgia. Comuna Jurbise este formată din localitățile Jurbise, Erbaut, Erbisœul, Herchies, Masnuy-Saint-Jean și Masnuy-Saint-Pierre. Suprafața sa totală este de 57,86 km². La 1 ianuarie 2008 avea o populație totală de 9.746 locuitori.
Comuna Jurbise se învecinează cu comunele Chièvres, Lens, Mons, Saint-Ghislain și Soignies.